# Thranius suavellus
Thranius suavellus är en skalbaggsart som beskrevs av Holzschuh 1999. Thranius suavellus ingår i släktet Thranius och familjen långhorningar. Inga underarter finns listade i Catalogue of Life.